# عبدالرحمن فایز الرشیدی
عبدالرحمن فایز الرشیدی (زادهٔ ۱۰ سپتامبر ۱۹۹۴) یک بازیکن فوتبال اهل عربستان سعودی است.